# Vittore Maria Gera
Vittore Maria Gera (Conegliano, 21 dicembre 1758 – Conegliano, 13 novembre 1836) è stato un agronomo italiano.

## Biografia
Di lui si sa abbastanza poco. Figlio di Giuseppe e di Antonia Miari, apparteneva a una nobile famiglia di origine cadorina che, poco prima della sua nascita, si era stabilita a Conegliano acquisendovi vaste proprietà.
Dopo aver frequentato il locale Collegio nobile, completò la sua formazione presso i Gesuiti di Modena. Tornato in Veneto, fu segretario dell'Accademia degli Aspiranti sino alla caduta della Serenissima, nel 1797. Prese poi parte alla politica amministrativa francese come membro della Municipalità di Conegliano e del collegio dei possidenti, e in quest'ultima veste fu inviato a Milano per partecipare alla nomina dei senatori del Regno d'Italia.
Al suo stesso ramo famigliare apparteneva Francesco Gera, altro agronomo coneglianese.

## Opere e pensiero
Gera si distinse nell'ambito dell'agronomia, lasciando una dissertazione sull'agricoltura degli Antichi Romani, letta all'Accademia degli Aspiranti nel 1780, e una Memoria [...] concernente i modi di aumentare le materie combustibili. I suoi studi non poggiano su conoscenze solide e approfondite, certamente non quanto quelli del più illustre concittadino Pietro Caronelli; ad ogni modo, si nota una certa originalità nella trattazione dei problemi dei contadini, visti con un'ottica decisamente umanitaria.
Un episodio occorsogli sul finire degli anni 1770 fa emergere con più chiarezza la sua linea di pensiero. Al termine dei suoi studi era tornato in patria conducendo con sé Ildefonso Valdastri, lettore del collegio gesuitico di Modena con cui aveva stretto profonda amicizia. Divenuto precettore nella sua casa, Valdastri fu a fianco del Gera durante convegni e discussioni, suscitando subito un certo sospetto. Quando fu introdotto dal compagno nell'Accademia degli Aspiranti, lesse un «poemetto sulla superstizione» evidentemente ispirato alle idee di lord Bolingbroke, tendenti al deismo. Valdastri tentò di ritrattare, ma ciò non basto ad evitargli l'intervento degli Inquisitori di Stato, che lo condannarono al bando dalle terre della Serenissima (1778).
Questo episodio dimostra come il Gera, pur provenendo da una famiglia nobile di provincia, fu un intellettuale con una certa apertura mentale, sostenitore di una grande riforma che potesse riguardare al contempo religione, morale e agraria.
Ebbe inoltre una certa conoscenza dell'architettura, avendo progettato la Stua sul torrente Padola, presso Candide, una diga per regolare la regimentazione della acque atte alla fluitazione del legname.